# WTA Essen
Das WTA Essen (offiziell: Faber Grand Prix bis 1994 Nokia Grand Prix) war ein Tennisturnier der WTA Tour, das in der deutschen Stadt Essen ausgetragen wurde. Sein Nachfolger war das WTA-Turnier in Hannover.
Ausgetragen wurde es in der Grugahalle.

## Siegerliste

### Einzel
| Jahr                               | Siegerin            | Finalgegnerin      | Ergebnis      |
| ---------------------------------- | ------------------- | ------------------ | ------------- |
| 1992                               | Monica Seles        | Mary Joe Fernández | 6:0, 6:3      |
| 1993                               | Natalija Medwedjewa | Conchita Martínez  | 6:7, 7:5, 6:4 |
| 1994                               | Jana Novotná        | Iva Majoli         | 6:2, 6:4      |
| 1995 fand das Turnier nicht statt! |                     |                    |               |
| 1996                               | Iva Majoli          | Jana Novotná       | 7:5, 1:6, 7:6 |

### Doppel
| Jahr                               | Siegerinnen                           | Finalgegnerinnen                  | Ergebnis      |
| ---------------------------------- | ------------------------------------- | --------------------------------- | ------------- |
| 1992                               | Katerina Maleewa Barbara Rittner      | Sabine Appelmans Claudia Porwik   | 7:5, 6:3      |
| 1993                               | Arantxa Sánchez Vicario Helena Suková | Wiltrud Probst Christina Singer   | 6:2, 6:2      |
| 1994                               | Maria Lindström Maria Strandlund      | Jewgenija Manjukowa Leila Mes’chi | 6:2, 6:1      |
| 1995 fand das Turnier nicht statt! |                                       |                                   |               |
| 1996                               | Meredith McGrath Larisa Neiland       | Lori McNeil Helena Suková         | 3:6, 6:3, 6:2 |